# 4229 Plevitskaya
A 4229 Plevitskaya (ideiglenes jelöléssel 1971 BK) a Naprendszer kisbolygóövében található aszteroida. Ljudmila Ivanovna Csernih fedezte fel 1971. január 22-én.